# Саймон Родіа

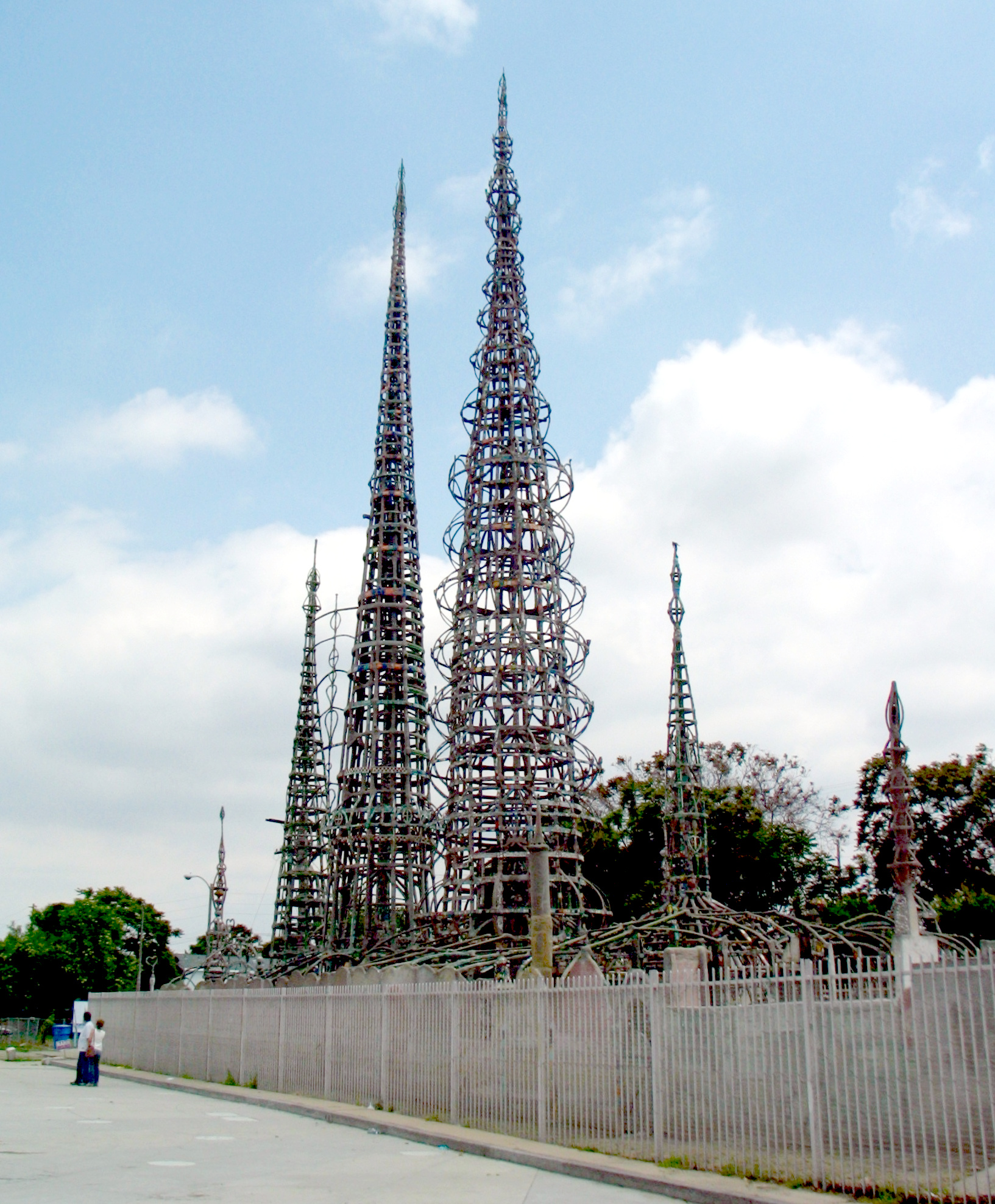
Башти Воттс, Лос-Анджелес

Саймон Родіа (англ. Simon Rodia, 12 лютого 1879 — 16 липня 1965)  — автор унікального витвору мистецтва, Башт Воттс (Watts Towers) в Лос-Анджелесі.

### Біографія
Достовірно майже нічого не відомо про життя Саймона Родіа до того моменту, як його старший брат емігрував у Сполучені Штати 1895 року і оселився у Пенсильванії, де влаштувався працювати до вугільних шахт. Пізніше Саймон переїхав до західного узбережжя де працював каменярем та робітником у будівництві.
Саймона покинула жінка, та від нього відвернулися близькі, він лишається у самотності, але не зламався і не скотився донизу соціальними сходами.
Без будь-якої будівельної освіти та досвіду на початку 1920-х і протягом наступних 33 років, у дворі власного будинку, Саймон з маніакальною впертістю створює свій унікальний витвір мистецтва, що отримає визнання лише через багато років.

### Башти Воттс
Матеріал: сталеві труби та арматура обернені сіткою, будівельний розчин.
Декор: шматочки порцеляни, плитки, та скла, які автор знаходив і збирав навкруги.
Саймона Родіа вважали диваком, майже ніхто не підтримував його захоплення, багато хто намагався перешкоджати. Саме через це Саймону довелося створити високу металеву огорожу.
Врешті-решт оточуючі змусили Саймона покинути будівництво і переїхати до Каліфорнії (1955 р.), де він і помер 1965 р.
Після смерті Родіа, його будинок згорів, а башти було вирішено знести. Але їх викупив актор Ніколас Кінг (Nicholas King). Для того, щоб впевнити оточення, що башти міцні, до них закріплювали троси і тягнули краном, але жодна з башт не похитнулась і не похилилась.
Так, з безглуздого витвору башти стали одним з символів міста Лос-Анджелес, а згодом 1990 р. офіційно визнані Національним історичним пам'ятником.

## Джерело
rumbur.ru